# Frank Pettingell
Frank Pettingell (n. 1 de enero de 1891 - f. 17 de febrero de 1966) fue un actor británico. 

## Resumen biográfico
Nacido en Liverpool, Inglaterra, su nombre completo era Frank Edmund George Pettingell. Estudió en la Universidad de Mánchester, y durante la Primera Guerra Mundial sirvió en el Regimiento King's Liverpool. 
Para el cine actuó en películas como Gaslight (1940 – como el antiguo detective que resuelve el caso), Kipps (1941 - como Old Kipps), y Becket (1964 – como el Duque de York).
Su colección de guiones impresos y manuscritos – principalmente adquiridos al hijo del comediante Arthur Williams (1844-1915) – se conserva en la Librería Templeman de la Universidad de Kent.
Frank Pettingell falleció en 1966 en Londres, Inglaterra..

## Filmografía
- Jealousy (1931)
- Hobson's Choice (1931)
- Frail Women (1932)
- A Tight Corner (1932)
- In a Monastery Garden (1932)
- The Lucky Number (1932)
- The Crooked Lady (1932)
- Once Bitten (1932)
- Double Dealing (1932)
- The Medicine Man (1933)
- That's My Wife (1933)
- Keep It Quiet (1933)
- The Good Companions (1933)
- Yes, Madam (1933)
- Excess Baggage (1933)
- This Week of Grace (1933)
- A Cuckoo in the Nest (1933)
- Red Wagon (1933)
- Sing As We Go (1934)
- My Old Dutch (1934)
- Say It with Diamonds (1935)
- Hope of His Side (1935)
- The Right Age to Marry (1935)
- The Big Splash (1935)
- The Amateur Gentleman (1936)
- On Top of the World (1936)
- Fame (1936)
- The Last Journey (1936)
- Millions (1937)
- It's a Grand Old World (1937)
- Take My Tip (1937)
- Spring Handicap (1937)
- Queer Cargo (1938)
- Sailing Along (1938)
- So Much to Do (1938)
- Return to Yesterday (1940)
- Gaslight (1940)
- Busman's Honeymoon (1940)
- The Seventh Survivor (1941)
- Kipps (1941)
- This England (1941)
- Once a Crook (1941)
- Ships with Wings (1942)
- The Goose Steps Out (1942)
- The Young Mr Pitt (1942)
- Get Cracking (1943)
- The Butler's Dilemma (1943)
- Gaiety George (1946)
- The Man Who Came to Dinner (1947)
- Escape (1948)
- No Room at the Inn (1948)
- When We Are Married (1951)
- The Magic Box (1952)
- The Card (1952)
- Meet Me Tonight (1952)
- The Crimson Pirate (1952)
- The Great Game (1953)
- Value for Money (1955)
- Corridors of Blood (1958)
- Up the Creek (1958)
- Term of Trial (1962)
- Trial and Error (1962)
- Becket (1964)